# Die Schatzinsel

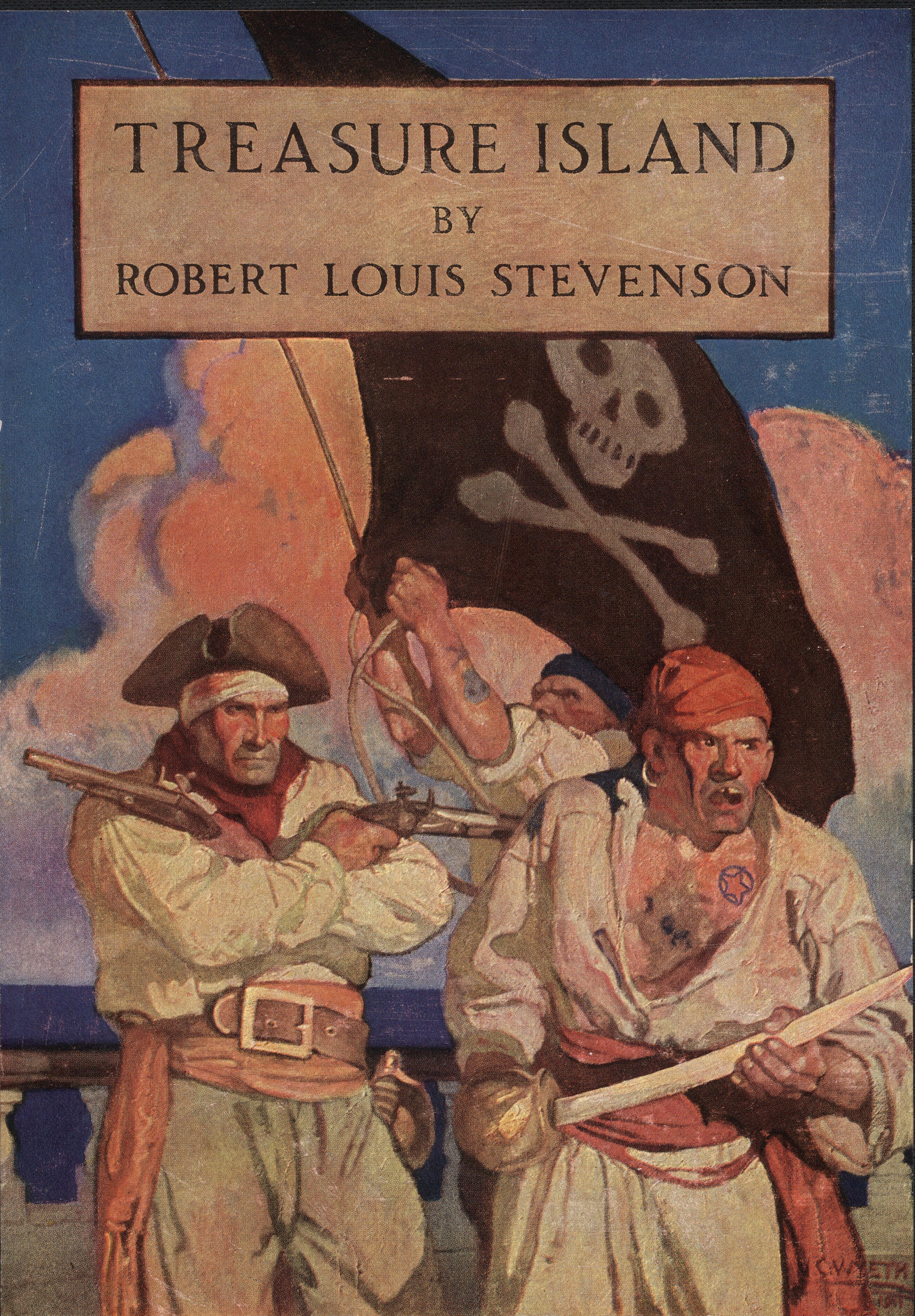
Treasure Island, Cover der Ausgabe von Charles Scribner’s Sons aus dem Jahr 1911

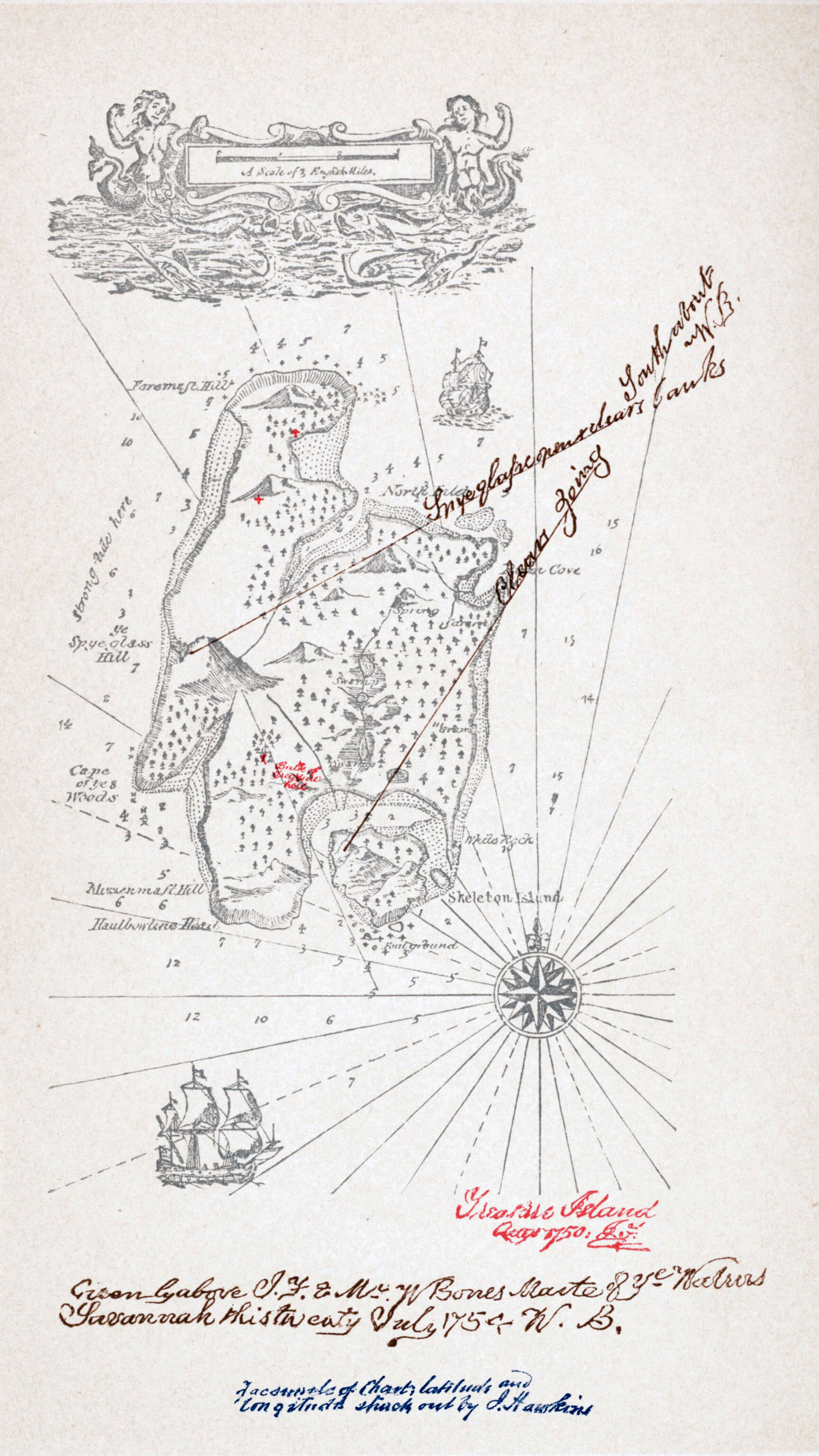
Karte der Schatzinsel als Frontispiz, 1883

Die Schatzinsel, englischer Originaltitel Treasure Island, ist neben Der seltsame Fall des Dr. Jekyll und Mr. Hyde der bekannteste Roman des schottischen Autors Robert Louis Stevenson. Er erzählt von der hindernisreichen Suche nach einem versteckten Piratenschatz – einem beliebten Thema solcher Abenteuerromane – und wurde vor allem als Jugendbuch, aber auch durch seine inzwischen über zwanzig Verfilmungen populär.

## Entstehung
Erste Skizzen und Überlegungen zur Schatzinsel verfasste Stevenson im Schweizer Davos während seines Kuraufenthaltes im Jahr 1880/1881. Im folgenden Sommer, während einer Schlechtwetterperiode im schottischen Braemar, litt Stevenson an einer starken Erkältung, musste auf Wanderungen verzichten und beschäftigte sich stattdessen mit seinem Stiefsohn Lloyd Osbourne. Er half ihm beim Malen: „Bei dieser Gelegenheit fertigte ich die Landkarte einer Insel an. […] Die Gestalt dieser Insel befruchtete meine Phantasie außerordentlich. Da waren Hafenplätze, die mich entzückten wie Sonette, und im Bewußtsein einer Schicksalsbestimmung nannte ich mein Erzeugnis ‚Die Schatzinsel‘.“ So lieferte die Zeichnung einer Schatzkarte die Inspiration für Stevensons ersten Roman, den er dem kleinen Lloyd widmete. Osbourne behauptete später, dass er mit der Zeichnung begonnen und sein Stiefvater diese verfeinert und ihr den Namen gegeben habe.
Der Erstdruck erfolgte vom 1. Oktober 1881 bis 28. Januar 1882 als Mehrteiler in der Zeitschrift Young Folks. Die englische Erstausgabe in Buchform erschien 1883 in London; eine deutsche Übersetzung erschien 14 Jahre später (1897) im Freiburger Verlag Friedrich Ernst Fehsenfeld, in dem seit 1892 auch die Romane Karl Mays erschienen. Ursprünglich sollte der Roman The Sea Cook: A Story for Boys heißen. Charaktere und Motive sind, nach Stevensons Angaben, unter anderen von Daniel Defoe, Edgar Allan Poe und Washington Irving beeinflusst.

## Handlung

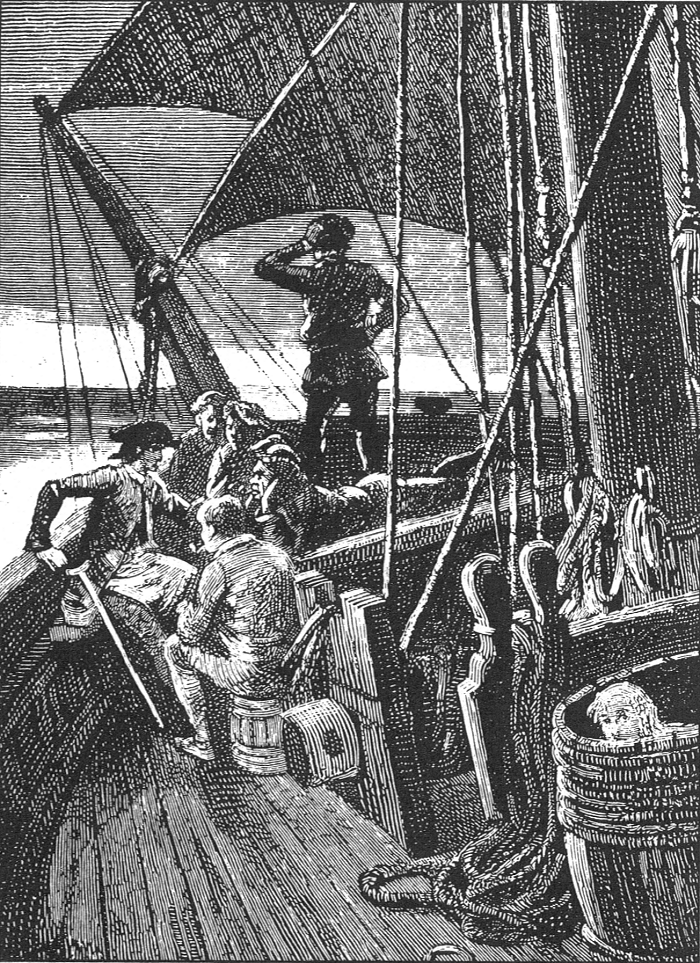
Jim Hawkins belauscht die Piraten, Illustration von George Roux

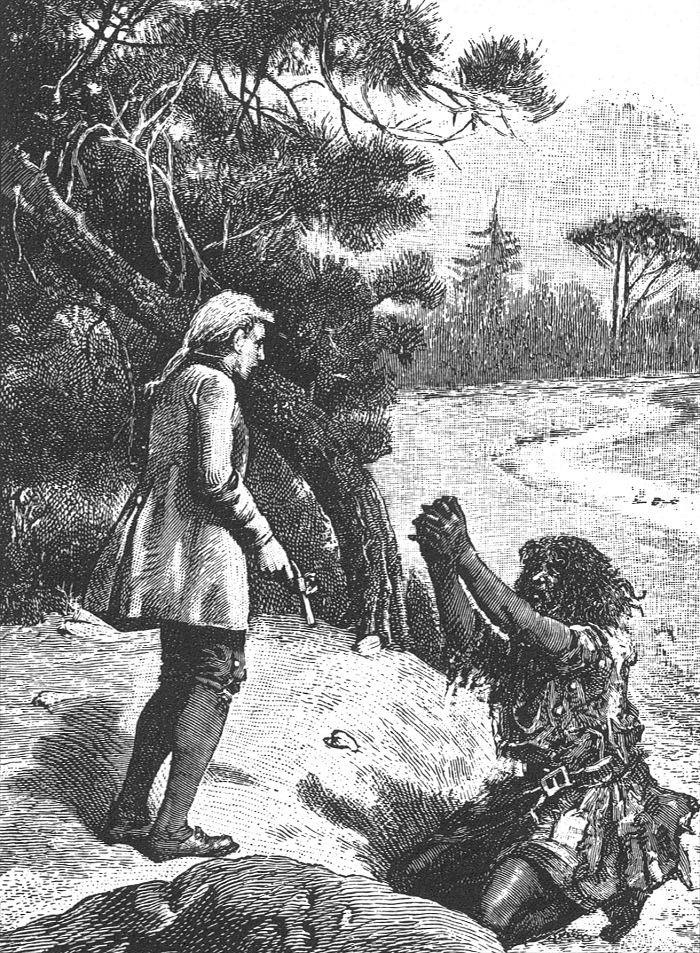
Jim Hawkins findet Ben Gunn, Illustration von George Roux

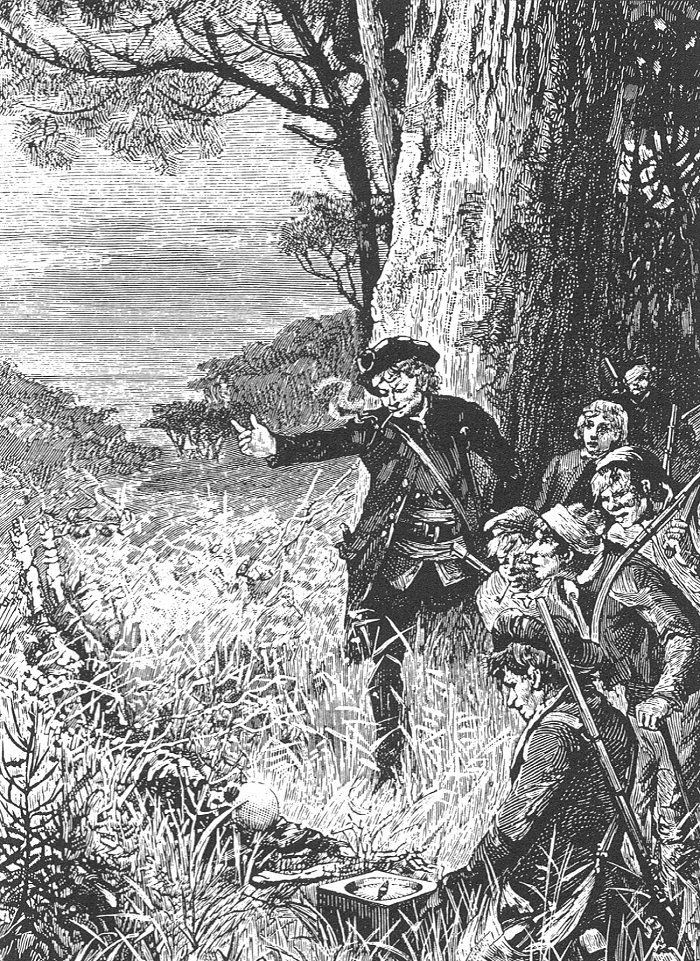
Silver findet das Skelett von Allardyce, Illustration von George Roux

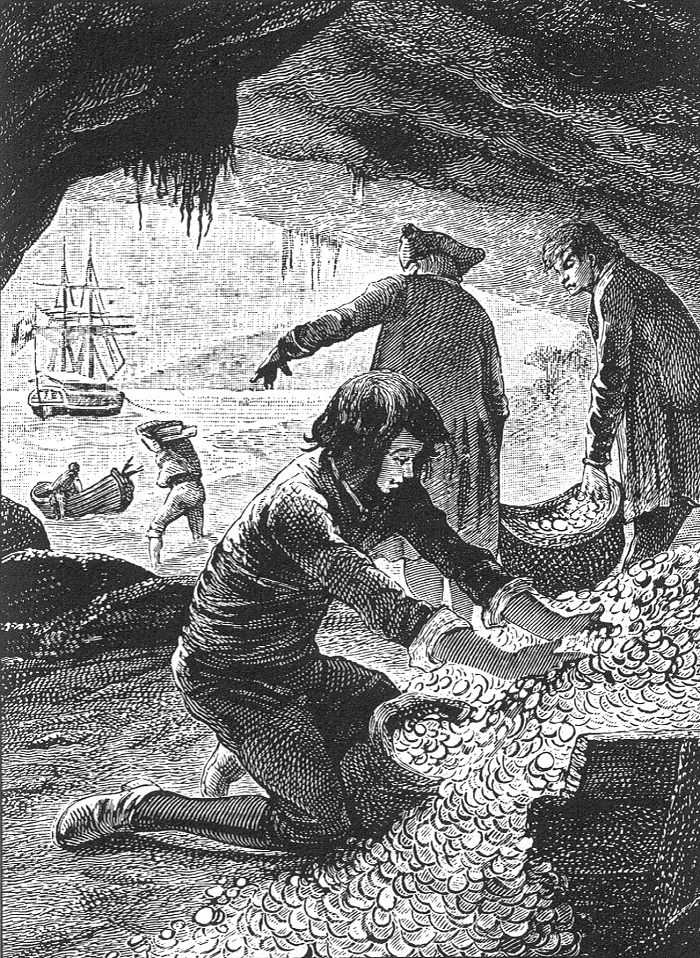
Jim Hawkins und der Schatz, Illustration von George Roux

Die Handlung spielt im 18. Jahrhundert. Im ländlichen englischen Gasthaus „Admiral Benbow“ in der Nähe von Bristol quartiert sich ein alter Seemann ein, William „Bill“ Bones. Jim Hawkins, der Ich-Erzähler des Romans und Sohn des Gastwirtspaares, hält für den trunksüchtigen Bones Ausschau nach einem Einbeinigen, den dieser offenbar fürchtet. Als Bones eines Nachts von einem Seemann, Der Schwarze Hund genannt, aufgesucht wird, fangen die beiden fürchterlich zu streiten an. Nachdem der Schwarze Hund geflohen ist, erscheint der blinde Bettler Pew bei Bones und überreicht ihm ein Papier mit einem „schwarzen Fleck“, der seine Absetzung bedeutet. Kurz darauf bricht Bones nach einem Schlaganfall tot zusammen. Noch in derselben Nacht überfällt Pew mit seinen Spießgesellen das Gasthaus. Jim kann sich mit seiner Mutter im letzten Moment retten, nicht ohne zuvor heimlich ein Päckchen aus der Seemannskiste von Bones an sich genommen zu haben. Darin befindet sich die Karte einer Insel, auf der der Schatz des berüchtigten Piraten Captain Flint versteckt sein soll. Jim Hawkins zeigt die Karte seinem väterlichen Freund, dem Arzt und Friedensrichter Doktor Livesey, und dem Gutsherrn John Trelawney, die daraufhin beschließen, eine Expedition zu jener Insel zu unternehmen. Jim soll als Schiffsjunge ebenfalls mitreisen. Als Expeditionsschiff dient die Hispaniola unter Kapitän Smollett. Später stellt sich heraus, dass man, ohne es zu ahnen, auch einige Mitglieder von Captain Flints ehemaliger Piratenmannschaft mit angeheuert hat, allen voran den einbeinigen Schiffskoch Long John Silver. Jim Hawkins belauscht, in einem Apfelfass sitzend, zufällig den Plan der Verschwörer, nach der Bergung des Schatzes zu meutern und die Schiffsführer zu ermorden.
Vor der Küste der Insel angekommen, begibt sich Jim in eines der Boote, mit denen die Piraten an Land fahren. Er beginnt, die Insel auf eigene Faust zu erkunden. Dabei trifft er auf einen drei Jahre zuvor ausgesetzten Matrosen namens Ben Gunn, der früher ebenfalls Mitglied von Flints Mannschaft gewesen ist. Die Lage spitzt sich zu, nachdem sich die ehemaligen Piraten bewaffnet haben und die Schiffsführer sich auf der Insel in einem von Flint gebauten, umzäunten Blockhaus verschanzen müssen. Bei einem Angriff wird ein Teil der Piraten getötet, aber auch die Belagerten erleiden Verluste. Jim, der zum Blockhaus gefunden und dem Doktor, Squire Trelawney und Kapitän Smollett von seiner Begegnung mit Ben Gunn erzählt hat, entfernt sich nach dem Angriff nochmals eigenmächtig. Es gelingt ihm, unbemerkt von den an Land gegangenen Piraten zur „Hispaniola“ zurückzukehren, deren Ankertrosse zu durchschneiden und das Schiff abtreiben zu lassen, um zu verhindern, dass es in die Hände der Piraten fällt. Bei der Erkundung des Schiffs trifft er auf den im Streit mit einem seiner Kumpane schwer verletzten Israel Hands, der ihm zunächst hilft, den Schoner in der nördlichen Bucht auf den Strand zu setzen, ihn dann aber mit einem Messer ermorden will. Jim entkommt ihm knapp, klettert in die Wanten des Schiffes und erschießt seinen Verfolger.
Anschließend kehrt er auf die Insel zurück und schlägt sich wieder zum Blockhaus durch. Dort trifft er zu seinem Schrecken nur noch Silver und seine Piraten an. Silver verhindert, dass Jim sofort getötet wird, soll deshalb aber seines Amtes enthoben werden. Doch als er – zum Erstaunen von Jim Hawkins – Flints Schatzkarte hervorholt und den anderen zeigt, suchen alle nach dem Versteck. Jim wird gefesselt und mitgeschleppt. Unterwegs finden sie das Skelett des von Flint ermordeten Seemanns Allardyce, der mit ausgestreckten Armen die Richtung zum Lageort des Schatzes anzeigt. Die Piraten müssen aber feststellen, dass der Schatz schon vor langem gehoben wurde. Als sie sich an Silver und Hawkins rächen wollen, fallen Schüsse: Die Schiffsführung hat mit Ben Gunn im Hinterhalt gelegen. Ein Teil der Piraten kann fliehen, nur Silver bleibt bei Jim zurück. Es stellt sich heraus, dass Ben Gunn in den Jahren auf der Insel das Skelett und den Schatz bereits gefunden und einen Großteil davon in Sicherheit gebracht hat. Deshalb hatte der Doktor den Lageplan gefahrlos an Silver aushändigen können. Die Expeditionsteilnehmer verladen den Schatz auf die „Hispaniola“ und machen sich mit Ben Gunn und Silver auf die Heimreise.
Während der Rückfahrt gelingt es Silver nach einem Zwischenstopp, mit einem Teil des Schatzes von Bord zu fliehen. Ben Gunn hat das beobachtet, aber aus Angst vor Silver nichts verraten. Den Rest teilen sich die loyalen Seeleute. Kapitän Smollett setzt sich zur Ruhe und Gunn verprasst seinen Anteil innerhalb weniger Wochen. Jim Hawkins schwört, niemals wieder auf die Insel zurückzukehren, obwohl ein Teil des Schatzes noch immer dort liegt.

## Figuren
- Bill Bones (auch Billy Bones) – Mit der Ankunft des älteren Seemanns im Gasthaus Zum Admiral Benbow beginnt der Roman. Er gibt sich eher schweigsam, geizig und lässt sich nur mit „Kapitän“ anreden. Er begibt sich jeden Tag, mit einem Entermesser bewaffnet, an die Küste, um nach Schiffen Ausschau zu halten, und bezahlt Jim Hawkins dafür, dass er ihm melden soll, wenn er fremde Seeleute sieht. Dabei soll er besonders auf einen einbeinigen Seemann achten, vor dem sich Bones zu fürchten scheint und dessen Namen er nicht nennt. Später stellt sich heraus, dass es sich dabei um John Silver handelt. Bill Bones trinkt abends im Gastraum große Mengen Rum. Wenn er betrunken ist, wird er redselig, aber auch jähzornig und rabiat. Seine Geschichten und sein Verhalten in diesem Zustand sowie seine Narbe auf der Wange und seine ständige Bewaffnung mit einem Entermesser lassen erste Vermutungen aufkommen, dass er einst ein Pirat gewesen sein könnte. Dies schreckt aber die Gäste im Wirtshaus kaum ab. Im Gegenteil, sie fühlen sich unterhalten und es spricht sich in der ganzen Gegend herum. Sein Alkoholkonsum beschert ihm schließlich zwei Schlaganfälle, wobei er an dem zweiten stirbt.

Im weiteren Verlauf des Romans wird bekannt, dass Bones Steuermann und einer der engsten Vertrauten Kapitän Flints war. Nach dessen Tod kam er in den Besitz der Schatzkarte. Einige Anspielungen deuten darauf hin, dass er anschließend Kapitän wurde, was die Crew, allen voran Silver, nicht hinnehmen wollte. Als ihm dieser Unmut aufgefallen war, verließ er mit der Karte heimlich das Schiff, bevor es zu seiner Absetzung kam. Bones steht zudem im Ruf, an Grausamkeit kaum hinter Flint zurückzustehen. So erwähnt Silver später, dass viele ihn fürchteten und nur einer, Pew, in der Lage war, ihm den Schwarzen Fleck zum Zeichen der Absetzung zu übergeben.
- Jim Hawkins ist der Erzähler der Geschichte und damit die eigentliche Hauptperson. Er ist ungefähr 17 Jahre alt, während die Geschehnisse um die Schatzinsel stattfinden. Er lebt mit seinen Eltern in England und hilft in deren Gasthaus Zum Admiral Benbow mit. Nach dem Tod von Billy Bones und dem Fund der Schatzkarte unter dessen Habseligkeiten wird er als Kajütenjunge auf die Schiffsreise zur Schatzinsel mitgenommen. Sein Übermut und seine Abenteuerlust bringen ihn oft in brenzlige Situationen.

- Der Schwarze Hund, dessen richtiger Name im Roman nicht genannt wird, war ein Pirat und Mitglied der Schiffsbesatzung Flints. Er macht Billy Bones im Admiral Benbow ausfindig und enttarnt damit dessen Versteck. Er führt ein Gespräch mit Bones, das in einem lauten Streit mit Kampfhandlungen endet. Dabei wird der Schwarze Hund verletzt, kann jedoch in letzter Sekunde entkommen. Bones erleidet dabei seinen ersten Schlaganfall. Später erspäht Jim Hawkins den Schwarzen Hund in John Silvers Kneipe Zum Fernrohr. Der Schwarze Hund flieht daraufhin und seine Verfolgung bleibt erfolglos. Gegen Ende des Romans wird erwähnt, dass auch der Schwarze Hund von John Silver als Besatzungsmitglied ausgewählt wurde, das auf der Hispaniola angeheuert werden sollte. Seine Mitreise wurde allerdings vereitelt, weil Hawkins ihn wiedererkannt hatte.

- Der blinde Pew ist ein Mitglied der Piraten unter Kapitän Flint. Pew gibt sich anfangs als ehemaliger Soldat aus, der sein Augenlicht im Dienste seines Vaterlandes verloren hat und nun als Bettler sein Dasein fristen muss, damit ihm Jim Hawkins hilft. Tatsächlich verlor er sein Augenlicht jedoch durch dieselbe Breitseite, welche Long John Silver sein Bein kostete. Als Hawkins Pew seinen Arm reicht, um ihn zu führen, zeigt er seinen wahren Charakter, indem er ihm fast den Arm bricht und ihm die Augen auszukratzen droht, falls dieser ihn nicht zu Bill Bones bringt. Dort übergibt er Bones den schwarzen Fleck, wodurch dieser als Kapitän abgesetzt worden ist. Die früheren Mitglieder der Besatzung Flints erkennen später bei der Suche nach der Schatzkarte, dass Soldaten zu ihrer Ergreifung eintreffen. Daraufhin fliehen sie und lassen den blinden Pew zurück, der wild tobend und orientierungslos vor zwei galoppierende Pferde läuft und von ihnen totgetrampelt wird. Silver erwähnt später, dass Pew zu denen gehörte, die nicht mit Geld umgehen konnten und ihr Leben lang nur betteln und raubmorden mussten.

- Squire John Trelawney ist ein reicher Gutsherr aus der Gegend Black Hill, in der Hawkins aufwächst. Er wird als äußerst gesellig und abenteuerlustig beschrieben, allerdings auch als zu gutmütig und geschwätzig. Nachdem ihm Jim die Schatzkarte offenbart hat, ist er sofort bereit, die Kosten einer Expedition zur Schatzinsel zu übernehmen. Er lässt auch die von den randalierenden Piraten im Admiral Benbow zerstörten Möbel durch neue ersetzen und lässt Jim und seine Mutter während der Renovierungsarbeit im Gutshaus wohnen.

Durch Trelawneys Geschwätzigkeit spricht es sich in Bristol schnell herum, dass die Schiffsreise zu einer Schatzinsel gehen soll. Dies erfährt auch John Silver, der dem Squire seine Hilfe dabei anbietet, die Besatzung für das Schiff Hispaniola auszuwählen, was Trelawney ihm gerne überlässt. Die von Silver ausgewählten Besatzungsmitglieder fuhren bereits auf dem Schiff des Piratenkapitäns Flint mit, was Trelawney erst viel später erfahren soll. Nur der kleinere Teil der Besatzung der Hispaniola, die Trelawney selbst ausgewählt hat, besteht aus loyalen Männern.
Trelawney beweist ausgezeichnete Führungsqualitäten und Disziplin, als er erfährt, dass die früheren Piraten unter Führung von John Silver eine Meuterei planen. Trelawney entpuppt sich als bester Schütze.
- Dr. David Livesey ist der Arzt der Gegend um Black Hill. Er ist Hausarzt der Familie Hawkins und ein guter Freund des Squire Trelawney. Widerwillig kümmert er sich auch um die Gesundheit von Bill Bones, den er jedoch verabscheut. Livesey warnt Bones vor weiterem Alkoholkonsum, weil er sonst einen frühzeitigen Tod durch einen weiteren Schlaganfall erleiden werde. Kurz darauf stirbt Bones nach einem weiteren Schlaganfall.

Außer Trelawney ist nur Livesey anwesend, als Jim Hawkins die Schatzkarte präsentiert. Im Gegensatz zu Trelawny geht er aber bei der Planung der Reise, an der er als Schiffsarzt teilnehmen soll, äußerst besonnen und vorsichtig vor. Im Laufe der Handlung kommen ihm seine Erfahrungen aus der Schlacht bei Fontenoy zugute. Er erweist sich mehrmals als eine Art Vaterfigur für Hawkins. Bei den Teilen des Romans, in denen Hawkins nicht anwesend ist, fungiert Livesey als Ich-Erzähler.
- Long John Silver (Der Lange John Silver) ist ein ehemaliges Mitglied der Besatzung um Flint. Als junger Mann verlor er ein Bein: Es musste amputiert werden, nachdem es eine „Breitseite“ abbekommen hatte, und er benötigt seitdem eine Krücke als Gehhilfe. Er wird als Schiffskoch auf der Hispaniola angeheuert und sucht die Besatzung für das Schiff aus, unter der er den Spitznamen „Barbecue“ hat. Sein Begleiter ist ein kleiner grüner Papagei namens Kapitän Flint, der bei Ansprache permanent „Piaster! Piaster!“ ruft. Laut eigener Aussage ist John Silver der einzige, vor dem sich der Pirat Kapitän Flint je gefürchtet hat. Auch Bill Bones hatte Angst vor ihm. Im Gegensatz zu den anderen früheren Piraten auf der Hispaniola ist er äußerst intelligent. Nach Bones’ Absetzung wird er auf der Hispaniola durch die alte Crew um Flint zum Kapitän ernannt.

- Captain Smollett ist der von Squire John Trelawney angeheuerte Kapitän der Hispaniola. Im Gegensatz zu Trelawney steht er der Expedition zur Schatzinsel äußerst skeptisch gegenüber. Der Mannschaft, die größtenteils vom Schiffskoch John Silver zusammengestellt wurde, vertraut er – wie sich später herausstellt, zu Recht – nicht. Er legt großen Wert auf Disziplin. Nach anfänglicher gegenseitiger Abneigung werden Smollett und Trelawney im Laufe des Romans zu engen Verbündeten im Kampf gegen die Meuterer.

- Israel Hands war Mitglied von Flints Crew und später Bootsmann an Bord der Hispaniola. Als Jim Hawkins die Hispaniola vom Anker löst, trifft er dort auf den verwundeten Hands. Er erschießt Hands, als der ihn mit einem Messer angreift.

- Ben Gunn war ebenfalls Mitglied von Flints Besatzung. Als er Jahre später mit einem Handelsschiff die Schatzinsel passiert, gibt er sein Wissen um den auf der Insel befindlichen Schatz preis. Da die Mannschaft den Schatz nicht finden kann, wird Ben Gunn alleine auf der Insel zurückgelassen, wo er nach jahrelanger Suche den Schatz findet. Drei Jahre später trifft er auf Jim Hawkins, hilft ihm und der Schiffsführung gegen die Meuterer und erhält einen Teil des Schatzes sowie die Heimreise nach England.

## Rezeption
Der Roman war Stevensons erster finanzieller Erfolg. Seine Wirkung, auch bei den Kritikern, ist derjenigen von Daniel Defoes Robinson Crusoe, Mark Twains Tom Sawyer und Lewis Carrolls Alice im Wunderland vergleichbar.

## Sonstiges

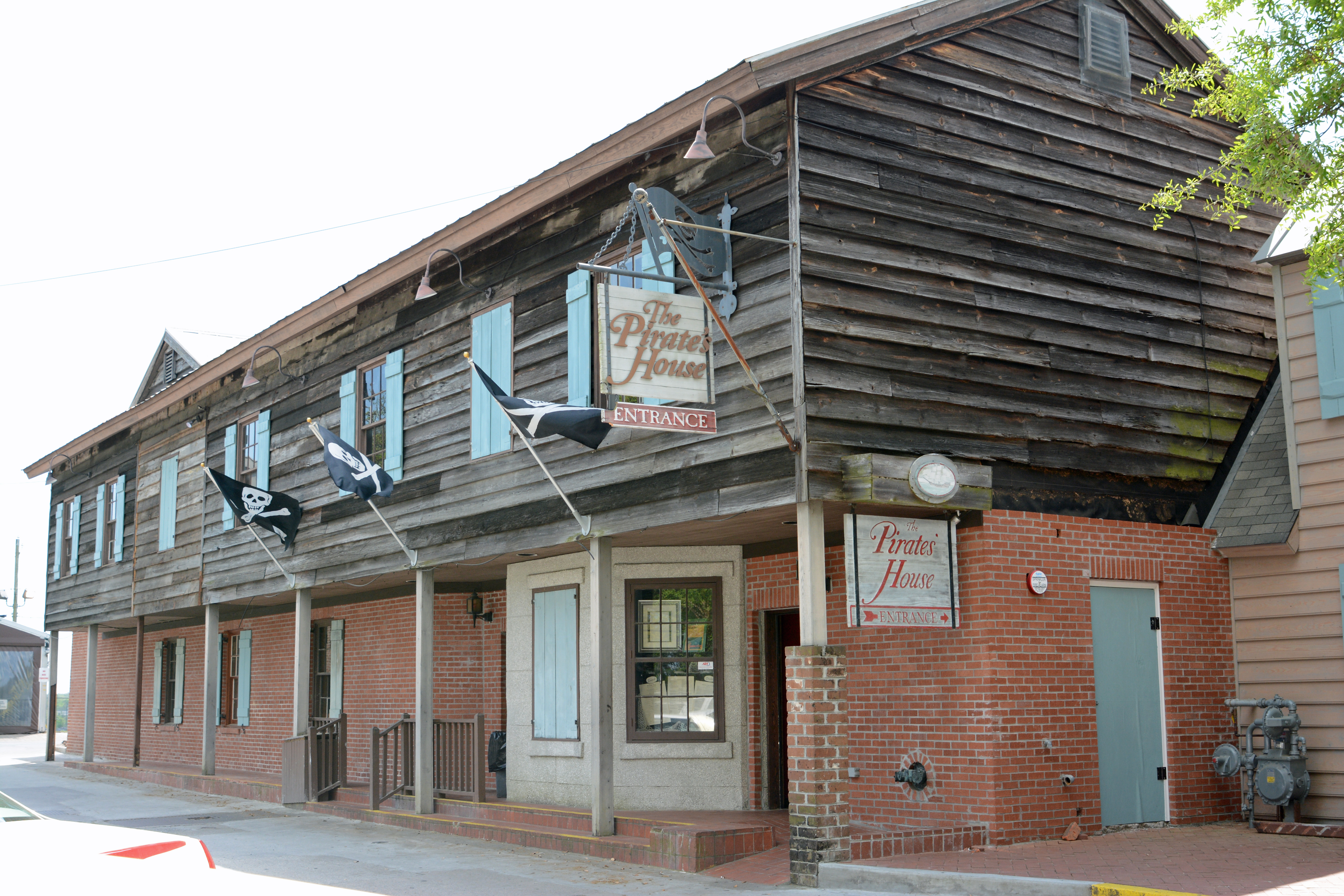
Pirate’s House Inn (2015)

- Im US-Bundesstaat Georgia soll in einem Gasthaus in der Stadt Savannah, dem 1734 gebauten Pirate’s House Inn,[5] der Pirat Captain Flint nach „mehr Rum …“ verlangend gestorben sein und als Geist herumspuken. Der Vorgang und der Ort werden im Buch erwähnt, die konkrete Gaststätte jedoch nicht.
- In der Bucht von San Francisco gibt es eine künstliche Insel namens Treasure Island.
- Das Lied Fünfzehn Mann auf des Toten Manns Kiste, welches im Buch erwähnt wird bezieht sich auf die kleine Insel 'Dead Chest Island' die Teil der britischen Jungfrauen Inseln ist.
- Das Running-Wild-Album Pile of Skulls von 1992 enthält den Song Treasure Island, welcher auf der Schatzinsel basiert.

## Ausgaben

### Übersetzungen ins Deutsche
Es wird jeweils die aktuelle gedruckte Ausgabe der deutschen Übersetzung genannt (ohne etwaige Lizenzausgaben). Das Jahr der Übersetzung ist in Klammern angegeben.
- Robert Louis Stevenson: Die Schatzinsel. Edition Erdmann, Stuttgart 1998, ISBN 3-522-66101-X (Originaltitel: Treasure Island. Übersetzt von E. A. Witte (1897), spätere Ausgaben noch einmal von dritter Hand überarbeitet, diese von Günther Geisler).
- Robert Louis Stevenson: Die Schatzinsel. Verlag Neue Welt, Berlin (Ost) 1990 (Originaltitel: Treasure Island. Übersetzt von Ferdinand Ginzel (1906) bearb. Hans Seiffert (1952)).
- Robert Louis Stevenson: Die Schatzinsel. Diogenes Verlag, Zürich 1986, ISBN 3-257-20701-8 (Originaltitel: Treasure Island. Übersetzt von Rose Hilferding (1924)).
- Robert Louis Stevenson: Die Schatzinsel. Anaconda Verlag, Köln 2015 (Originaltitel: Treasure Island. Übersetzt von Heinrich Conrad (1927)).
- Robert Louis Stevenson: Die Schatzinsel. Insel Verlag, Berlin 2014, ISBN 978-3-458-36038-4 (Originaltitel: Treasure Island. Übersetzt von Karl Lerbs (1936)).
- Robert Louis Stevenson: Die Schatzinsel. DeAgostini, Hamburg 2004 (Originaltitel: Treasure Island. Übersetzt von Paul Baudisch (1947)).
- Robert Louis Stevenson: Die Schatzinsel. Verlag Jugend & Volk (Originaltitel: Treasure Island. Übersetzt von Gottlieb Christoph von Tiedewitz (1951)).
- Robert Louis Stevenson: Die Schatzinsel. S. Fischer Verlag, Verlag Sauerländer, Frankfurt am Main 2010, ISBN 978-3-7373-6297-9 (Originaltitel: Treasure Island. Übersetzt von Richard Mummendey (1967)).
- Robert Louis Stevenson: Die Schatzinsel. Dressler Verlag, Hamburg 1999, ISBN 3-7915-3576-5 (Originaltitel: Treasure Island. Übersetzt von N. O. Scarpi (1968), Mit einem Nachwort von Birgit Dankert).
- Robert Louis Stevenson: Die Schatzinsel. Manesse Verlag, Zürich 2006, ISBN 3-7175-1382-6 (Originaltitel: Treasure Island. Übersetzt von Fritz Güttinger (1971)).
- Robert Louis Stevenson: Schatzinsel. Haffmans Verlag, Zürich 1997, ISBN 3-251-20189-1 (Originaltitel: Treasure Island. Übersetzt von Friedhelm Rathjen (1997)).
- Robert Louis Stevenson: Die Schatzinsel. Reclam-Verlag, Stuttgart 2010, ISBN 978-3-15-010760-7 (Originaltitel: Treasure Island. Übersetzt von Ulrich Bossier (2010), Mit einem Nachwort von Burkhard Niederhoff).
- Robert Louis Stevenson: Die Schatzinsel. Hanser Verlag, München 2013, ISBN 978-3-446-24346-0 (Originaltitel: Treasure Island. Übersetzt von Andreas Nohl (2013)).

## Sekundärliteratur
- »Ein dreistes Plagiat« — die Geschichte der »Schatzinsel« ; gefolgt von drei erstmals übersetzten Dokumentationen. Hrsg. Andreas Nohl. Enthält auch den Text von Robert Louis Stevenson Mein erstes Buch. Hanser, München 2013, ISBN 978-3-446-24460-3

## Filmadaptionen (Auswahl)

### Kino
- 1908: The Story of Treasure Island, Regie J. Stuart Blackton für die Vitagraph
- 1912: Treasure Island, Regie J. Searle Dawley für die Edison-Studios
- 1918: Treasure Island, mit Elmo Lincoln (nach seiner Tarzan-Rolle)
- 1920: Treasure Island, mit Shirley Mason als Jim Hawkins (!) und Lon Chaney sen. in einer Doppelrolle als Merry und Pew.
- 1934: Die Schatzinsel: Regie: Victor Fleming, mit Jackie Cooper als Jim Hawkins, Wallace Beery als Long John Silver, Lionel Barrymore als Capt. Billy 'Bill' Bones und Nigel Bruce als Squire Trelawney
- 1937: Остров сокровищ (Ostrow sokrowischtsch; Die Schatzinsel), Regie: Wladimir Wainschtok, Filmstudio Sojusdetfilm, UdSSR, mit Klawdija Pugatschjowa als Jenny („Jim“) Hawkins, Ossip Abdulow als Long John Silver, Michail Klimow als Squire Trelawney, Nikolai Tscherkassow als Billy Bones, Pjotr Galadschew als Ben Gunn und Sergei Martinson als Bladly
- 1950: Treasure Island, (von Disney) mit Bobby Driscoll als Jim Hawkins und Robert Newton als Long John Silver
- 1954: Der Schatz der Korsaren, mit Robert Newton in der Titelrolle
- 1968: Anche nel West c’era una volta Dio: Italowestern-Variante des Stoffes
- 1971: Die Schatzinsel (Dōbutsu Takarajima), japanischer Zeichentrickfilm (Anime) von Hiroshi Ikeda
- 1972: Jim Hawkins wundersame Abenteuer (UdSSR, Originaltitel: Ostrow Sokrowistsch)
- 1972: Die Schatzinsel, mit Orson Welles als Long John Silver und Rik Battaglia als Captain Smollett.
- 1985: Treasure Island: Regie: Raúl Ruiz, moderne Adaption mit Martin Landau als Old Captain.
- 1988: Die Rückkehr zur Schatzinsel (Ostrow Sokrovischtsch): sowjetischer Real-/Zeichentrickfilm von David Tscherkasski, in Deutschland in der 1992er US-Schnittfassung auf Video veröffentlicht. Trotz des im Westen geänderten Titels folgt der Film der Handlung von Stevensons Roman.
- 1996: Muppets – Die Schatzinsel, mit Tim Curry als Long John Silver
- 1996: Die Rückkehr zur Schatzinsel (Jim Hawkins: Rückkehr nach Treasure Island): Kinderfilm mit Stig Eldred als Long John Silver: Regie führte Steve La Hood.
- 1999: Schrecken der Karibik – Die Schatzinsel: mit Jack Palance als Long John Silver und Kevin Zegers als Jim Hawkins
- 2002: Der Schatzplanet (Treasure Planet, Disney-Zeichentrickfilm), der die Geschichte in den Weltraum verlegt und Long John Silver als Cyborg darstellt.
- 2006: Pirates of Treasure Island mit Lance Henriksen als Long John Silver
- 2007: Die Schatzinsel (L’Île aux trésors), mit Gérard Jugnot als John Silver, Vincent Rottiers als Jim Hawkins, Alice Taglioni, Jean-Paul Rouve und Alain Berberian: Regie: Alain Berberian

### Fernsehfilme und -serien
- 1960: Treasure Island (Fernsehfilm aus der Reihe The DuPont Show of the Month), mit Richard O’Sullivan als Jim Hawkins, Hugh Griffith als Long John Silver, Michael Gough als Dr. Livesey, Barry Morse als Captain Smollet, Boris Karloff als Capt. Billy Bones und Douglas Campbell als Squire Trelawney.
- 1966: Die Schatzinsel, ZDF-Vierteiler mit Michael Ande als Jim Hawkins, Ivor Dean als Long John Silver, Jacques Monod als Kapitän Alexander Smollet und Dante Maggio als Bill Bones.
- 1978: Die Schatzinsel (Takarajima), japanische Zeichentrickserie mit 26 Episoden
- 1986: Rückkehr zur Schatzinsel (John Silver’s Return to Treasure Island): 10-teiliger Fernsehfilm (GB), die Handlung spielt 10 Jahre nach dem Roman von Stevenson, das Drehbuch stammt von Ivor Dean, der 1966 den Long John Silver spielte: mit Brian Blessed als Long John Silver und Christopher Guard als Jim Hawkins. Deutsche Erstausstrahlung Apr. 87 bis Sep. 87 (ARD)
- 1986/1987: Der Schatz im All: siebenteilige Science-Fiction-Fernsehserie, die ebenfalls auf dem Roman Treasure Island basiert. Mit Anthony Quinn als Long John Silver.
- 1990: Die Schatzinsel (Treasure Island), Fernsehfilm mit Charlton Heston als Long John Silver, Christopher Lee als Blind Pew, Oliver Reed als Billy Bones und Christian Bale als Jim Hawkins.
- 1992: Die Schatzinsel (Legends of Treasure Island) (Zeichentrickserie aus Großbritannien): Adaption des Klassikers mit zusätzlichen Figuren und Handlungssträngen, die sich auf 26 Episoden verteilt
- 1998: Auf der Suche nach der Schatzinsel (Search for Treasure Island), eine australische Fernsehserie, in der sich mehrere Charaktere auf die Suche nach Robert Louis Stevensons Schatzinsel begeben.
- 2007: Die Schatzinsel: mit François Goeske als Jim Hawkins: in weiteren Rollen Diane Willems als Shelia O’Donnel, Tobias Moretti als Long John Silver, Jürgen Vogel als Israel Hands, Richy Müller als Der Schwarze Hund und Christian Tramitz als Squire Trelawney: Regie und Buch: Hansjörg Thurn: Janus Film / ProSieben
- 2012: Die Schatzinsel, Fernsehfilm, mit Eddie Izzard als Long John Silver, Donald Sutherland als Captain Flint, Geoff Bell als Israel Hands, Elijah Wood als Ben Gunn, Toby Regbo als Jim Hawkins. Regie: Steve Barron
- 2014–2017: Die US-amerikanische Serie Black Sails erzählt eine Vorgeschichte zum Roman, in der geschildert wird, wie Kapitän Flint und seine Mannschaft in den Besitz des Schatzes kamen. Die Ereignisse spielen etwa 20 Jahre vor der Handlung des Romans.

## Hörproduktionen

### Hörspiele
In Deutschland und Österreich wurden mindestens zehn Hörspiele nach der Romanvorlage produziert.
- 1946: Die Schatzinsel (NWDR Hamburg – 76'40 Minuten), Regie: Gustav Burmester, mit Charlotte Kramm (Die Mutter), Hardy Krüger (Jim Hawkins), Erwin Linder (Baron v. Trelawney), Fritz Schröder-Jahn (Doktor Livesey), Hans Mahnke (Kapitän Smollet), Erwin Geschonneck (Käptn Bill), Willy Maertens (Der blinde Pew), Hermann Schomberg (John Silver), Josef Dahmen (George), Kurt Meister (Tom), Heinz Gadow (Dick), Paul Schuch (Grey, Schiffszimmermann), Herbert Steinmetz (Alan, Matrose), Alexander Hunzinger (Ben Gunn)
- 1950: Die Schatzinsel (ORF Steiermark), Regie: Herbert Spalke. Sprecher: Nicht angegeben.[6]
- 1953: Die Schatzinsel (BR – 240 Minuten), Regie: Hanns Cremer, mit Hans Clarin (Jim Hawkins), Benno Sterzenbach (Dr. Livesey), Harald Mannl (Squire Trelawney), Bum Krüger (John Silver), Rudolf Vogel (Bill Bones), Wolfgang Büttner (Der schwarze Hund), Karl Hanft (Tom Morgan), Fred Kallmann (Der blinde Pew), Herbert Kroll (Ben Gunn), Rudolf Helten (Kapitän Smollet), Gertrud Spalke (Jims Mutter)
- 1962: Die Schatzinsel (BR – 178 Minuten), Regie: Otto Kurth, mit Andreas von der Meden (Jim Hawkins), Georg Eilert (Dr. Livesey), Erwin Linder (Squire Trelawney), Joseph Offenbach (John Silver), Robert Meyn (Bill Bones), Uwe Friedrichsen (Morgan), Herbert Steinmetz (Der blinde Pew), Josef Dahmen (Ben Gunn), Herbert A. E. Böhme (Kapitän Smollet), Anne-Mary Braun (Jims Mutter)
- 1965: Die Schatzinsel[7] (VEB Deutsche Schallplatten, Berlin – 52 Minuten), Regie: Theodor Popp, mit Heinz Scholz (Bill Bones), Wolf-Rainer Hartmann (Jim Hawkins), Helga Raumer (Mrs. Hawkins), Willi Narloch (Schwarzer Hund), Werner Ehrlicher (Dance), Walter Kröler (Dr. Livesey), Dietrich Körner (Mr. Trelawney), Walter Lendrich (Ben Gunn), Horst Preusker (Kapitän Smollett), Genia Lapuhs (Papagei)
- 1966: Die Schatzinsel (Europa), Regie: Bert Brac (Sieglinde Dziallas, Andreas Beurmann), mit Hans Paetsch (John Silver), Susanne Hartau (Jim Hawkins), Jürgen Wegner (Dr. Livesey), Michael Stobbe (Trelawney), Jürgen Pooch (Kapitän Smollett)
- 1967: Die Schatzinsel (Philips), Regie: Kurt Vethake, mit Peter Schiff, Hans-Georg Panczak, Heinz Welzel, Hellmut Grube, Hans Mahlau, Moritz Milar, Max Grothusen, Sigrid Pein, Heinz Rabe, Artur Binder, Wolfgang Conradi
- 1971: Die Schatzinsel (Pfiffikus / Bellaphon), Regie: Manfred Jenning, mit Claudia Hansmann, Walter Laugwitz, Ernst Ammann, Hanns J. Marschall, Margot Schellemann, Herbert Meyer, Arno Bergler, Walter Schellemann, Max Bößl, Sepp Strubel, Manfred Jenning, Sepp Wäsche
- 1975: Die Schatzinsel (BR – 60 Minuten), Regie: Werner Simon, mit Wolfgang Petersen, Thomas Margulies, Alexander Hegarth, Mogens von Gadow, Rolf Illig, Wolfgang Hess, Josef Manoth, Dietrich Thoms, Leo Bardischewski, Alois Maria Giani, Gernot Duda
- 1985: Die Schatzinsel (MCP-Magnetics Österreich 6430 Ötztal Austro Mechana – 40 Minuten), auf Kassette
- 2002: Die Schatzinsel (HV – 134 Minuten), Regie: Sven Stricker, mit Christian Stark, Dietmar Mues, Ben Hecker
- 2011: Die Schatzinsel (Winterzeit Studios – 180 Minuten), Regie: Thomas Tippner, mit Helmut Krauss, Gordon Piedesack, Robert Missler, Helgo Liebig, Bert Stevens, Michael Krüger in der Rolle des Jim Hawkins und viele Andere.
- 2014: Die Schatzinsel (hr), Regie: Leonhard Koppelmann, mit Udo Wachtveitl (John Silver), Max von der Groeben (Jim Hawkins), Sylvester Groth (Dr. Livesey), Ulrich Pleitgen (Kapitän Smollet), Thomas Fritsch (Bill Bones), Chiem van Houweninge (Tom Morgan), Gerd Wameling (Squire Trelawney), Matthias Habich (Ben Gunn), Ulrich Noethen (Robert Louis Stevenson), Claude De Demo (Fanny Stevenson) u. vm.
- 2016: Die Schatzinsel (Holysoft: Holy Klassiker Nr. 5 – 80 Minuten), Regie: David Holy, mit Wanja Gerick (Jim), Udo Schenk (John Silver), Manfred Erdmann (Kapitän Smolett), Manfred Lehmann (Squire Trelawney), Martin Keßler (Doktor Livesey), Norbert Gastell (Ben Gunn), Wolfgang Bahro (Tom Morgan), Regina Lemnitz (Mutter), Santiago Ziesmer (Papagei), Helmut Krauss (Billy Bones), Eckart Dux (Pew), Klaus-Dieter Klebsch (Israel Hands), Jan-David Rönfeldt (Dick), Thomas Petruo (Hiob Anderson), Dirk Hardegen und Gerald Paradies, ISBN 978-3-939174-20-2.
- 2017: Die Schatzinsel (blubb. Hörspiele), Regie: Katrin Berger, mit Tom Raczko (Jim), Knut Heimann (John Silver), Barbara Büchmann (Erzählerin) uvm.[8]

### Hörbücher (Auswahl)
- 1996: Die Schatzinsel, ungekürzte Fassung, gelesen von Manfred Steffen, Universal Music, 1 CD (MP3), ca. 365 Minuten, ISBN 978-3-8291-2459-1.
- 2005: Die Schatzinsel, übersetzt von Hans Seiffert, gelesen von Markus Pol, VCL Film + Medien AG, 6 CDs, ca. 410 Minuten, ISBN 3-938339-34-9.
- 2011: Die Schatzinsel, nacherzählt und gelesen von Dirk Walbrecker, Kuebler Hoerbuch, 3 CDs, ca. 218 Minuten, ISBN 978-3-942270-59-5.
- 2012: Die Schatzinsel, gekürzte Fassung, gelesen von Andreas Fröhlich, Oetinger Audio, 4 CDs, ca. 310 Minuten, ISBN 978-3-8373-0607-1.
- 2013: Die Schatzinsel, bearbeitete Fassung (Christiane Böhmke), gelesen von Simon Jäger, kostenloses Hörportal Ohrka.de, MP3-Datei (307 MB), ca. 340 Minuten, ohne ISBN.
- 2013: Die Schatzinsel, ungekürzte Lesung, übersetzt von Andreas Nohl, gelesen von Harry Rowohlt, Verlag Roof Music, Label tacheles!, 6 CDs, ca. 489 Minuten, ISBN 978-3-86484-057-9.
- 2013: Die Schatzinsel, gekürzte Lesung mit Musik, gelesen von Charles Brauer, Random House Audio, 3 CDs, ca. 237 Minuten, ISBN 978-3-8371-2066-0.
- 2018: Die Schatzinsel, ungekürzte Ausgabe, gelesen von Jürgen Fritsche, Audible, Bäng Management & Verlags GmbH & Co. KG.
- 2022: Die Schatzinsel, ungekürzte Ausgabe, gelesen von Max Urlacher, Audible, Der Audio Verlag.

## Bühne

### Musicals
Vom Romanstoff gibt es verschiedene Musical-Versionen:
- Treasure Island (1973)
Musical von Cyril Ornadel und Hal Shaper[9]
- Treasure Island (2008)
Musical von Mark Robin und Curt Dale Clark[10]
- D’Schatzinsle – das Piratenmusical (2008)
Schweizerdeutsche Musical-Fassung von Kamil Krejčí (Text) und Songs von Adrian Stern, Ritschi und Michael von der Heide[11]
- Die Schatzinsel – Das Musical (2015)
Musical von Dennis Martin[12]
- Die Schatzinsel (2015)
 Piratenoper von Frank Schwemmer und Michael Frowin[13]
- Die Schatzinsel (2016)
Musical von Matthias Straub[14]

### Schauspiel
Im Jahr 2007 hat der amerikanische Stückeschreiber Ken Ludwig ein Theaterstück zur Schatzinsel herausgebracht.
Drehbuch- und Theaterautor Christoph Busche schrieb eine Theaterfassung des Romans, die am 1. Juni 2017 am Theater Kiel (Theater im Werftpark) uraufgeführt wurde. Die Kieler Nachrichten beschrieben die Inszenierung von Astrid Großgasteiger als „Freiluftspektakel […] mit Action und Spaßfaktor“.

## Literarische Adaptionen
- Francis Bryan: Jim Hawkins und der Fluch der Schatzinsel. Scherz, Frankfurt am Main 2006, ISBN 3-502-10080-2 (englisch: Jim Hawkins and the Curse of Treasure Island. 2001. Übersetzt von Hans Link).
- Alex Capus: Reisen im Licht der Sterne. Eine Vermutung. 1. Auflage. Knaus Verlag, München 2005, ISBN 3-8135-0251-1 (Der Schweizer Autor stellt romanhaft die These auf, die Insel Tafahi sei die reale Schatzinsel, und Robert Louis Stevenson selbst habe den 1821 geraubten legendären Kirchenschatz von Lima geborgen und sei so zu unermesslichem Reichtum gelangt. Alex Capus basiert seine These dabei auf Analysen von Walter Hurni, ursprünglich wurde der Schatz auf der gleichnamigen Cocos-Insel vor der Küste Panamas vermutet).
- R. F. Delderfield, H. P. Wirsing (Illustrator): Die Piraten der Schatzinsel. Blüchert, Hamburg 1961 (Originaltitel: The Adventures of Ben Gunn, 1956. Übersetzt von Ingeborg Ramseger, Jim Hawkins erzählt die Geschichte Ben Gunns, die dieser ihm mitgeteilt hatte und erklärt damit, wie der Schatz auf die Insel kam und Ben Gunn dort ausgesetzt wurde).
- John Goldsmith: Die Rückkehr zur Schatzinsel. vgs, Köln 1987, ISBN 3-8025-5046-3 (englisch: Return to Treasure Island, 1985. Übersetzt von Uta Haas).
- Björn Larsson: Long John Silver. Der abenteuerliche Bericht über mein freies Leben und meinen Lebenswandel als Glücksritter und Feind der Menschheit. Goldmann-Taschenbuch 45185 (Vorher 44617), München 2001, ISBN 3-442-45185-X (schwedisch: Long John Silver. 1995. Übersetzt von Jörg Scherzer, Eine erfundene Autobiographie).
- Andrew Motion: Silver. Rückkehr zur Schatzinsel. mareverlag, Hamburg 2014, ISBN 978-3-86648-188-6 (englisch: Silver. Return to Treasure Island. 2012. Übersetzt von Klaus Modick).
- Heinrich Rosemann: Der Piratenkapitän. W. Fischer-Verlag, Göttingen 1963 (Fortsetzung, in der Jim Hawkins zur Schatzinsel zurückkehrt).
- Arthur D. Howden Smith (1887–1945), Gerhard Lahr (Illustrator): Porto Bello Gold. Kinderbuchverlag, Berlin 1985 (englisch: Porto Bello Gold. Grosset & Dunlap, New York NY 1924. Übersetzt von Paul Baudisch, eine fiktive Vorgeschichte, wie Kapitän Flint den Schatz erbeutet und auf die Insel bringt, deutsche Erstausgabe bei Kiepenheuer, Potsdam 1925).
- Ulf Uweson (eigentlich Ludwig Hugo Nikolaus Huber): Die Inseln des Kapitän Flint. Bergwald Verlag Walter Paul, Mühlhausen / Thüringen 1939. Fortsetzung. John Silver heißt in diesem Roman merkwürdigerweise Hans Silber, andere bekannte Figuren haben ihren Namen aber behalten.[17][18]

## Computerspiele
- 1985 – Treasure Island (Computerspiel), Adventure der US-amerikanischen Firma Windham Classics Corporation
- 2007 – Neue Abenteuer auf der Schatzinsel, Adventure entwickelt von Kheops Studios und in Deutschland von der Flashpoint AG vertrieben
- 2008 – Treasure Island, Adventure von Radon Labs und vertrieben von HMH Hamburger Medien Haus

## Comics
- Neben klassischen Comicversionen[19] erschien im Zeitraum 2007 bis 2013 eine vierteilige Neuinterpretation des Stoffes unter dem Titel „Long John Silver“[20] von Xavier Dorison, illustriert von Mathieu Lauffray. Auf Deutsch erschienen die vier Bände „I – Lady Vivian Hastings“, „II – Neptune“, „III – Das Smaragdlabyrinth“ und „IV – Guyanacapac“ sowie im Jahr 2017 ein Sammelband beim Carlsen Verlag.
- In einer weiteren Neuinterpretation von Sébastien Vastra mit dem Titel „Jim Hawkins“ – auf Deutsch 2022 im Splitter-Verlag erschienen – werden die Charaktere durch anthropomorphe Tiere verkörpert.